# Spodik

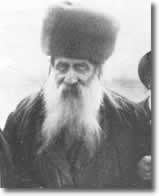
Le troisième rebbe de Belz, Yissakhar Dov Rokeakh (I) coiffé d’un kolpik.

Un spodik est un haut chapeau de fourrure noire porté par certains Juifs hassidiques haredim, particulièrement les adeptes de certains courants juifs originaires de la Pologne du Congrès.  
Il ne faut pas confondre le spodik et le schtreimel, un type de chapeau similaire également porté par les hassidim. Le schtreimel est plus court, plus large et de forme circulaire alors que le spodik est long, haut, élancé et cylindrique. Il existe de nombreux types de spodik, certains très proches du schtreimel. 

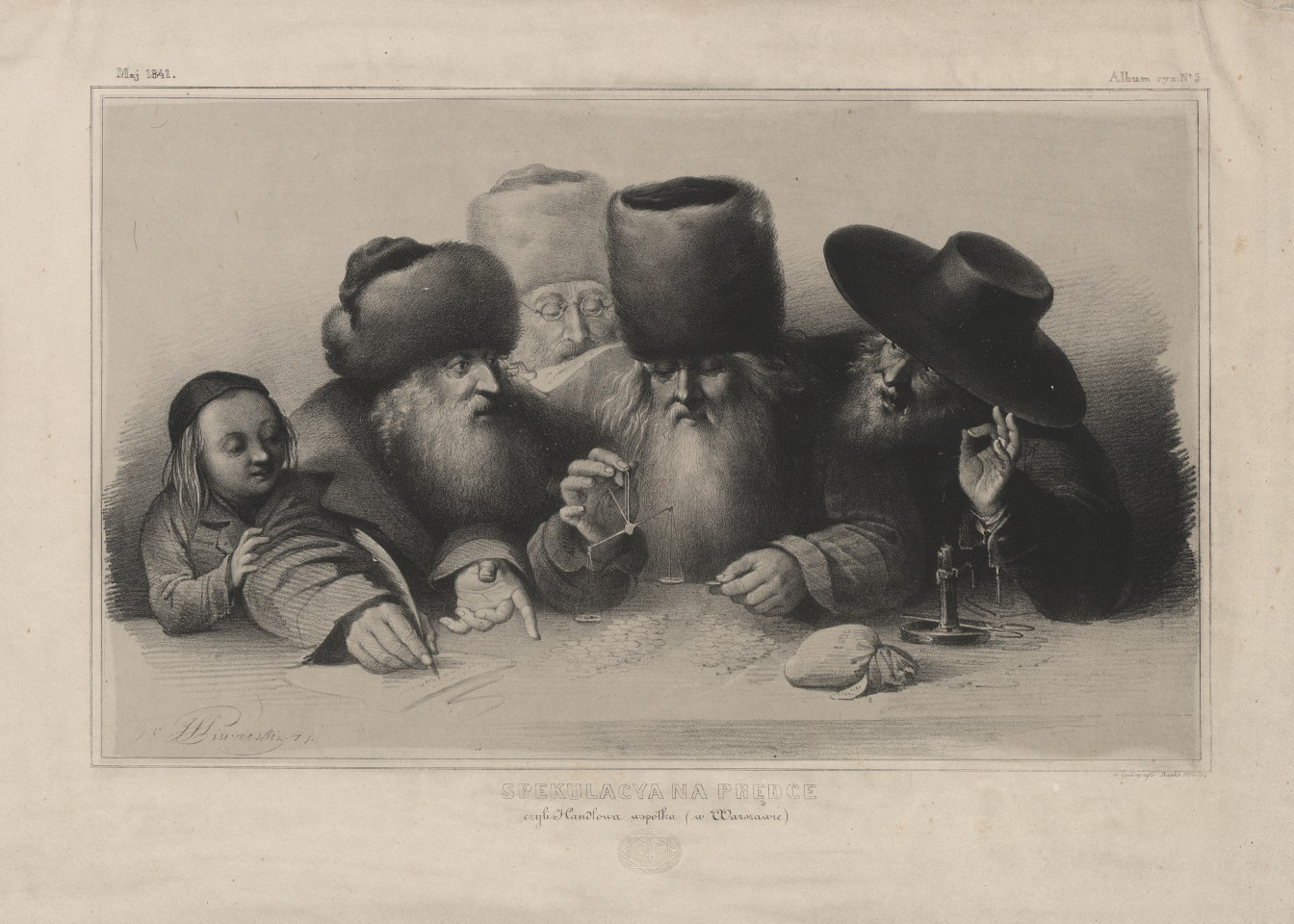
Au centre : schtreimels, kolpiks et spodiks au XIXe siècle

Un chapeau similaire porte le nom de « kolpik » (ou « kolpak »), il n’est porté que par le rebbe de nombreux courants hassidiques lors de certaines occasions et par les fils et petits-fils célibataires des rebbes le chabbat. Ces chapeaux sont souvent brun clair. Parmi les courants qui le portent : Bobov, Belz, Munkacz et Rijine.